# Deutsche Fortschrittspartei

Die Führer der Fortschrittspartei
(Holzstich, um 1881).
Oben: Ludwig Loewe, Albert Hänel
Mitte: Rudolf Virchow
Unten: Albert Traeger, Eugen Richter

Die Deutsche Fortschrittspartei (DFP, „Fortschritt“) wurde am 6. Juni 1861 von liberalen Abgeordneten im preußischen Abgeordnetenhaus als erste deutsche Programmpartei gegründet. Sie war die erste deutsche Partei mit einem festen Parteiprogramm.
Sie stand im preußischen Verfassungskonflikt in strikter Opposition zur Politik Otto von Bismarcks. Im Zuge der Reichsgründung näherte sie sich Bismarck an, etwa während des Kulturkampfs, um später wieder auf deutliche Distanz zu gehen. Die Fortschrittspartei fusionierte 1884 mit der Liberalen Vereinigung zur Deutschen Freisinnigen Partei.

## Gründung
Der Parteigründung war eine Abspaltung von elf Abgeordneten der Fraktion Vincke im preußischen Abgeordnetenhaus vorausgegangen. Zu den Abtrünnigen, die z. T. spöttisch „Junglitauen“ genannt wurden, weil ein Großteil von ihnen aus den östlichen Provinzen Preußens stammte, zählten unter anderen Max von Forckenbeck und Leopold von Hoverbeck. Sie forderten eine konsequentere liberale Politik und legten im Januar 1861 in einer Fraktionssitzung ein entsprechendes Parteiprogramm vor, das jedoch von der Fraktionsmehrheit abgelehnt wurde. Daraufhin trat jene Gruppierung in Verhandlungen mit Liberalen und Demokraten in Berlin, um die Gründung einer nationalen Partei zu forcieren. Hinzu kamen auch einige Mitglieder des Deutschen Nationalvereins, die seinerzeit keinem Parlament angehörten, wie der spätere Nobelpreisträger Theodor Mommsen, Hermann Schulze-Delitzsch, Rudolf Virchow und Hans Victor von Unruh. Auch Paul Langerhans, Carl Philipp Cetto und Franz Duncker gehörten zu den Mitbegründern. Den Abschluss dieser Konstituierungsphase bildete die Verabschiedung des Gründungsprogramms der Deutschen Fortschrittspartei am 6. Juni 1861.
Nach dem preußischen Vorbild schlossen sich bald auch in einer Reihe von Staaten des Deutschen Bunds Liberale und Demokraten zu einzelstaatlichen Fortschrittsparteien zusammen. Bereits im Dezember 1861 machte Württemberg den Anfang, gefolgt von Hessen im August 1862, Nassau im Februar 1863, Bayern im März 1863 sowie Hannover und Sachsen im April 1863. Später traten einzelne Mitglieder dieser Schwesterparteien im norddeutschen bzw. gesamtdeutschen Reichstag der durch die preußischen Gesinnungsgenossen dominierten Fortschrittsfraktion bei.

## Programm von 1861
Die DFP sprach sich in ihrem Gründungsprogramm aus dem Jahr 1861 vor allem für rechtsstaatliche Reformen aus. Sie forderte unabhängige Richter und gleichen Zugang aller Bürger zu den Gerichten. Zur Verwirklichung der Rechtsstaatlichkeit sollte die Abhängigkeit der Staatsanwaltschaft von der Regierung – wie diese bis heute in Deutschland besteht – abgeschafft werden. Darüber hinaus sollten politische Straftaten nicht mehr von Richtern im Staatsdienst, sondern wieder von normalen Bürgern im Rahmen der Geschworenengerichte beurteilt werden.
Die Fortschrittspartei forderte die Verantwortlichkeit der Regierung gegenüber dem Parlament und setzte sich für die Stärkung der kommunalen Selbstverwaltung in den Gemeinden, Kreisen und Provinzen sowie die staatsbürgerlichen Gleichberechtigung unter „Aufhebung des ständischen Prinzips und der gutsherrlichen Polizei“ ein.
Die DFP sprach sich für die Gleichberechtigung aller Religionsgemeinschaften aus und forderte gleichzeitig die Trennung von Kirche und Staat, insbesondere mit Blick auf den Schulunterricht und Eheschließungen.
Die Gewerbegesetzgebung sollte liberalisiert werden, damit „die wirtschaftlichen Kräfte des Landes gleichzeitig entfesselt werden“.
Einsparungen im Staatshaushalt wurden insbesondere bei den Militärausgaben gefordert. Die Landesverteidigung sollte sich primär auf eine Milizarmee (Landwehr) und weniger auf Berufssoldaten stützen.

## Organisationsentwicklung

Grundsätze der Fortschrittspartei in Franken 1878

Die Fortschrittspartei war die erste moderne politische Partei in Deutschland. Sie folgte einem formulierten Programm und hat sich danach einen Namen gegeben. Nach außen gegenüber den Wählern trat man nunmehr mit gleichen Forderungen auf, während es bislang häufig üblich war, dass jeder Bewerber sein eigenes politisches Programm formuliert hatte. Bislang hatte es nur Fraktionen gegeben, die entweder nach den führenden Personen oder der Sitzordnung im Parlament benannt waren. Neu war auch, dass die Partei beanspruchte eine gesamtdeutsche Partei zu sein.
Trotz des Anspruchs eine moderne Partei zu sein, wurde die Ausgestaltung nicht zuletzt von der restriktiven Vereinsgesetzgebung behindert. Regelrechte Parteimitgliedschaften waren etwa nicht möglich. Es entstand ein Zentralwahlkomitee, das Wilhelm Loewe bis 1871 leitete. Die Angehörigen des Komitees waren aus vereinsrechtlichen Gründen zunächst die einzigen offiziellen Mitglieder der Partei. Im Jahr 1867 bildete sich ein Zentralwahlverein. Dieser spielte über Berlin hinaus jedoch keine Rolle. 1873 wurde er unter Führung von Eugen Richter so umgebildet, dass ihm die in Berlin wohnenden oder anwesenden Abgeordneten des preußischen Abgeordnetenhauses und des Reichstags angehörten. Dieser Zentralwahlverein befand etwa über Wahlaufrufe, beschloss Wahlbündnisse, empfahl den Organisationen auf der Ebene der Wahlkreise Kandidaten und förderte die Gründung von lokalen oder regionalen Organisationen.
Anfangs hatten der Nationalverein und lokale Bürgervereine die Aufstellung der Kandidaten unterstützt. Später bildeten sich mehrere Typen der Organisation heraus: Komitee, Volksversammlung und Wahlverein. Zunächst dominierte das Komitee aus regionalen oder lokalen Honoratioren. Eine größere Wahlpropaganda wurde selten organisiert. Nachdem sich diese Komitees nach der Wahl anfangs aufgelöst hatten, begann mit der Zeit eine Institutionalisierung. Etwa seit dem Beginn der 1880er Jahre gab es in fast allen Wahlkreisen vor allem in den Großstädten feste Komitees. In den Kleinstädten und auf dem Land gab es Vertrauensmänner aus den lokalen Honoratioren. In einigen Städten, insbesondere in Berlin und großen nord- und ostdeutschen Städten, gab es in Anknüpfung an die Revolution von 1848 Volksversammlungen zur Wahl der Parlamentskandidaten. Der politische Einfluss war unterschiedlich. Teilweise waren sie reine Akklamationsorgane für längst von Honoratioren beschlossene Entscheidungen. In Berlin aber übten die Versammlungen teilweise erheblichen Einfluss aus. Das Prinzip der Volksversammlungen war solange funktionsfähig, wie die Fortschrittspartei sich als alleinige Vertretung des Volkes bezeichnen konnte. Nach der Bildung weiterer Parteien konnte dies nicht mehr funktionieren.
Im Laufe der Zeit entstanden lokale und regionale Wahlvereine. Allerdings blieb die Parteimitgliedschaft zunächst auf wenige führende Persönlichkeiten beschränkt. Unter dem Eindruck wachsender politischer Konkurrenz drängte insbesondere Eugen Richter auf eine Ausweitung der Wahlvereine. Diese hatten etwa 100 bis 200 Mitglieder. Es gab nunmehr Vereinsvorstände, die über den Kurs vor Ort bestimmten. Meist waren die Aktivitäten außerhalb der Wahlkämpfe relativ gering. Dies änderte sich in den 1870er Jahren.

## Verfassungskonflikt
Die Partei hatte ihren Schwerpunkt im Bürgertum. Von 1861 bis 1866 war sie die stärkste Fraktion im preußischen Abgeordnetenhaus. Sie hatte 1862 104, 1862/63 133, 1863/64 141 Mitglieder.
Die Partei lehnte die Anhebung der preußischen Militärausgaben ab. Daraus entstand der preußische Verfassungskonflikt. Damit standen sie in Opposition zum neuen preußischen Ministerpräsidenten Otto von Bismarck. Dessen Lückentheorie und sein Regieren ohne vom Parlament verabschiedeten Haushalt sah die Partei als Bruch der Verfassung an.
Das Festhalten an dieser Position führte im Zuge des für Preußen 1866 siegreichen Krieges zu einem Stimmungsumschwung. Die Partei verlor zahlreiche Wähler und die Zahl der Abgeordneten sank 1866 auf 83 Mitglieder. In der Partei wuchs die Zahl derjenigen Abgeordneten, denen meist aus ökonomischen Gründen die politische Einheit wichtiger war als das Beharren auf dem bisherigen Rechtsstandpunkt. Die Mehrheit der Fraktion billigte 1866 die Indemnitätsvorlage. Damit gab die Partei ihren bisherigen Oppositionskurs faktisch auf. Ein Großteil derjenigen, die für eine Zusammenarbeit mit Bismarck eintraten, spaltete sich 1867 ab und gründete die Nationalliberale Partei. Zunächst bedeutete dies nur eine Trennung der Fraktionen, nicht der liberalen Partei. Dies änderte sich in den folgenden Jahren.
In den folgenden Jahren hatte die Fortschrittspartei bis 1879 zwischen 48 und 68 Fraktionsmitglieder im preußischen Abgeordnetenhaus.

## Reichsgründungsphase
Trotz Kritik an Bismarck hat die Partei die Gründung des Norddeutschen Bundes begrüßt und forderte unter preußischer Führung die Einigung ganz Deutschlands. Nach der Reichseinigung von 1871 verlor die Fortschrittspartei an Dynamik. Sie gewann in der Reichstagswahl von 1871 8,2 Prozent der Stimmen im ersten Wahlgang und 45 Sitze. Bei der Wahl 1874 stieg dies leicht auf 8,6 Prozent der Stimmen und 49 Sitze, um bei der nächsten Wahl 1877 wieder auf 7,7 Prozent der Stimmen und 35 Sitze zu sinken. Bei der Reichstagswahl von 1878, die unter dem Eindruck der Attentate auf den Kaiser Wilhelm I. und der Attacken Otto von Bismarcks gegen die Deutsche Fortschrittspartei als „Reichsfeinde“ stattfand, erzielte die Partei ihr schwächstes Ergebnis mit 6,7 Prozent der Stimmen und 26 Mandaten. Obwohl die Partei einen gesamtdeutschen Anspruch vertrat, hatte sie ihren Schwerpunkt in Preußen, insbesondere in Berlin, Brandenburg, Hessen-Nassau und Schleswig-Holstein sowie zeitweise in Ostpreußen, Schlesien und dem Ruhrgebiet. Außerhalb von Preußen war sie stärker in Sachsen und Franken vertreten. In städtischen Wahlkreisen konnte die Deutsche Fortschrittspartei einen großen Anteil der Wähler für sich gewinnen.
Die Reichsverfassung hatte die Partei abgelehnt, weil sie nur wenig demokratisch war. Wichtige Akzente setzte die Fortschrittspartei in der Wirtschaftspolitik. Im Kulturkampf unterstützte sie die Politik Bismarcks. Die Einführung des allgemeinen Wahlrechts in Preußen wurde von ihr abgelehnt. Die Mehrheit der Fraktion lehnte bei der Heeresfinanzierung das Septennat von 1874 ab. Daraufhin traten elf Mitglieder der Reichstagsfraktion um Loewe und Berger aus der Fraktion aus.

## Organisationsausbau
Richter verstärkte in den 1870er Jahren den organisatorischen Ausbau der Wahlvereine. Noch immer hatte sie ihren Schwerpunkt in Preußen, hinzu kamen Sachsen und Hamburg. Der Hamburger Wahlverein war in 100 Bezirksvereine mit zusammen 5.200 Mitgliedern aufgeteilt. Die Gesamtzahl der Parteimitglieder lag bei 20.000. Die Vereine folgten dem Prinzip der innerparteilichen Demokratie. Vorstände und Wahlkreiskandidaten wurden gewählt. Die Aktivitäten der Partei waren deutlich größer als bei anderen bürgerlichen Parteien. Es wurden Versammlungen nicht nur während der Wahlkämpfe abgehalten. Es wurden Unterschriften für Petitionen gesammelt.
Bedeutende Parteiorgane waren Der Volksfreund von 1868 bis 1872 und ab 1882 Der Reichsfreund.

## Ära Eugen Richter
Ein erster gesamtdeutscher Parteitag fand 1878 in Berlin statt. Dort waren 91 Wahlkreise von 397 vertreten. Die Mitglieder des Zentralwahlkomitees in Berlin wurden als Führung der Partei bestätigt. Es wurde ein geschäftsführender Ausschuss aus fünf Mitgliedern unter Führung von Eugen Richter gewählt. Dieser hatte entscheidenden Einfluss, den er allmählich immer mehr auch auf die regionalen Gliederungen ausdehnte, bis er schließlich eine beherrschende Position in der Partei einnahm.
Der Parteitag von 1878 beschloss ein neues Programm. Man forderte eine stärkere Parlamentarisierung der Reichsverfassung und eine dem Parlament verantwortliche Regierung. Natürlich bestand man auf dem vollen Budgetrecht. Auch forderte die Partei eine Anerkennung der Selbsthilfeorganisationen sowohl der Arbeitgeberverbände wie auch der Gewerkschaften. Allerdings forderte die Partei nicht, wie vom linken Flügel gefordert, die Ausdehnung des demokratischen Reichstagswahlrechts auf die Länderparlamente. Noch immer hielt die Partei am liberalen Prinzip des Freihandels fest. Weitergehende Staatseingriffe in der Sozialpolitik sah das Programm nicht vor.
Trotz der ideologischen Gegnerschaft zur Sozialdemokratie lehnte die Fortschrittspartei das Sozialistengesetz ab. Als Richter 1879 forderte: „Fort mit Bismarck“, erlebte die Partei einen starken Aufschwung und erreichte bei der Reichstagswahl von 1881 mit 12,7 Prozent der Stimmen im ersten Wahlgang und 59 Mandaten den Höhepunkt ihrer Bedeutung.

## Ende
Am 5. März 1884 fusionierte die Partei unter Federführung von Eugen Richter, Albert Hänel und Franz August Schenk von Stauffenberg mit der Liberalen Vereinigung, einer Abspaltung am linken Rand der Nationalliberalen Partei, zur Deutschen Freisinnigen Partei. Unterdessen weigerte sich im Königreich Sachsen die fortschrittliche Landtagsfraktion die Fusion mitzutragen, die Mehrzahl ihrer Mitglieder blieb bis zur Jahrhundertwende eigenständig und schloss sich nicht dem 1887 gebildeten Landesverein der deutsch-freisinnigen Partei im Königreich Sachsen an.

## Politiker
Bedeutende Politiker der Partei waren zunächst Johann Jacoby, Leopold Freiherr von Hoverbeck, Benedikt Waldeck, Hermann Schulze-Delitzsch, Franz Duncker, Hans Victor von Unruh, Albert Hänel, Adolph Diesterweg oder Wilhelm Loewe und andere. In den 1870er Jahren wurde diese ältere Generation von einer jüngeren abgelöst, zu der der Publizist Eugen Richter, Ludolf Parisius, Ludwig Löwe, Albert Hänel, Albert Träger, Hugo Hermes, Johann Classen-Kappelmann und Otto Hermes zählten.